# Casa Righesso

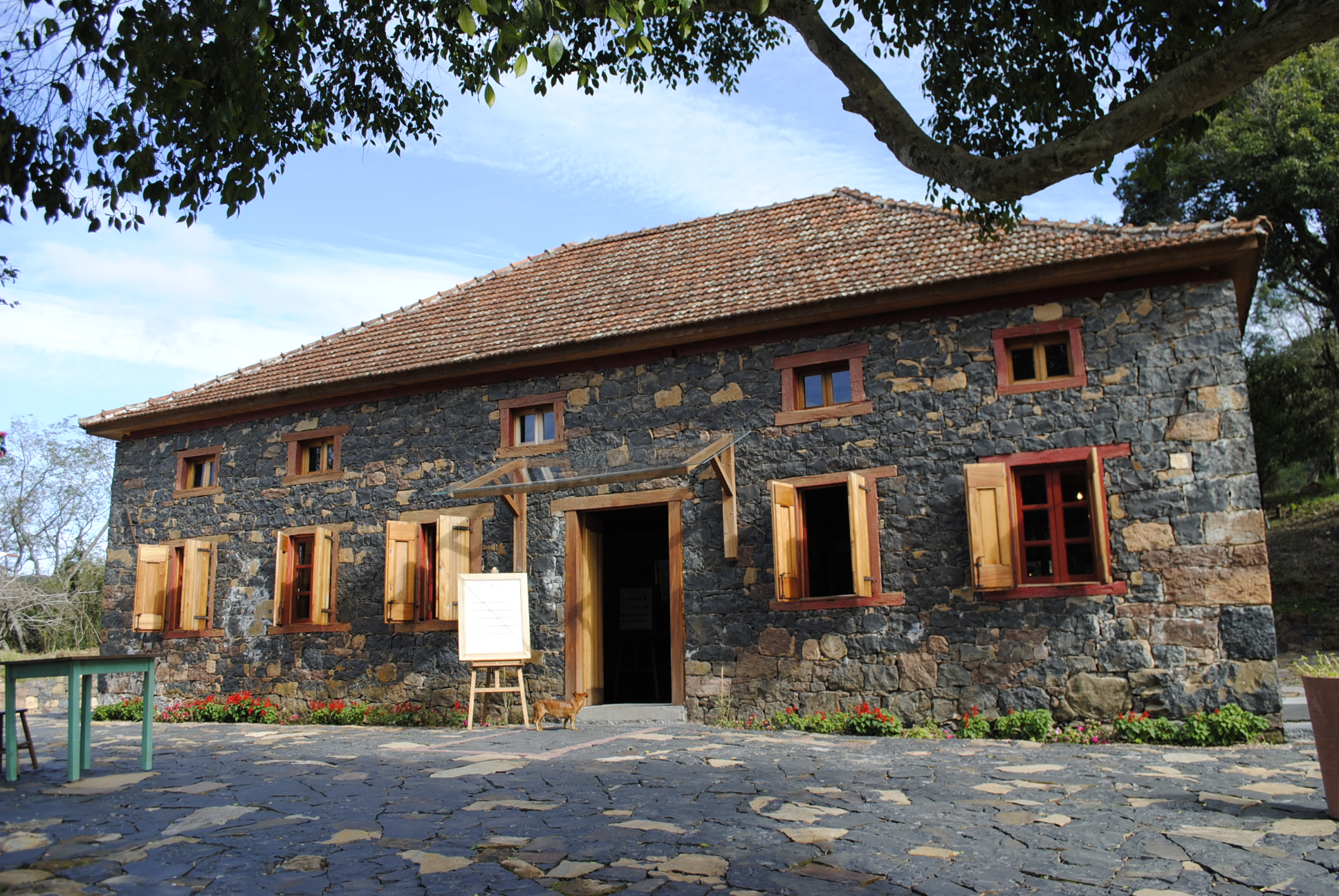
Vista externa da casa

A Casa Righesso é uma casa de pedra construída em 1889, situada na rota turística Caminhos de Pedra, no distrito de São Pedro, interior do município gaúcho de Bento Gonçalves.

## Descrição
Moradia construída em 1889, em pedras de basalto irregular de cor preta, unidas entre si com uma mistura de feno, palha e estrume de vaca. Essa residência era originalmente coberta por tabuinhas, também conhecidas como scándole (peças de madeira que possuíam aproximadamente cinquenta centímetros de comprimento por vinte centímetros de largura). Atualmente a cobertura foi substituída por telhas de barro, devido a pouca resistência desse material. A cobertura dessa construção é típica da dos imigrantes italianos, em quatro águas e de beiral pequeno. A forma da planta baixa também é a usual adotada por eles, geralmente um retângulo, mas com um sábio equilíbrio nas fachadas, com esquadrias disposta de forma harmoniosa e cuidadosamente estudadas, mantendo sempre uma simetria.
A partir de 1939 passou a ser propriedade e moradia da família Merlo. Em maio de 1992, Nona Merlo recebeu o primeiro grupo de turistas, marcando início no roteiro Caminhos de Pedra. Naqueles anos a Noninha, de cabelos brancos, recebia os visitantes, mostrava a casa, contava histórias da família e vendia um cartão postal que fez história. No ano de 2007, parte do lote 26 da linha Palmeiro volta a ser adquirida pela família de Orlando Righesso Neto, bisneto de Ângelo Giovanni Righesso, primeiro proprietário. Em 20 de fevereiro de 2015 começou a funcionar ali o Restaurante Casa Ângelo.